# 건 다이오드

건 다이오드의 부성저항 특성

건 다이오드(Gunn Diode)는 반도체 다이오드의 일종으로 고주파 발진기 등에 활용된다.
1963년 미국 IBM사의 John Battiscombe Gunn에 의해 발명되었으며 일반 다이오드처럼 PN 접합 구조가 아니라 갈륨비소(GaAs),인화인듐(InP) 또는 텔루륨화카드뮴(CdTe) 등의 N형 반도체 양면에 평행으로 전극을 붙여 만들어진다. 에사키 다이오드와 유사하게 부성저항 특성을 나타내며 이를 이용해 마이크로파 대역의 발진소자로 이용된다. 10V내외의 직류전원만 인가하면 발진하므로 회로 구성이 매우 간단한 장점이 있으나 주파수가 온도나 전압에 민감하므로 안정적인 발진을 위해 공동공진기(cavity resonator)나 PLL회로를 구성하여 규격화된 모듈이 통신용에서 사용된다. 진공관 기반의 클라이스트론에 비해 효율이 매우 높으며 소형화에 유리하다.

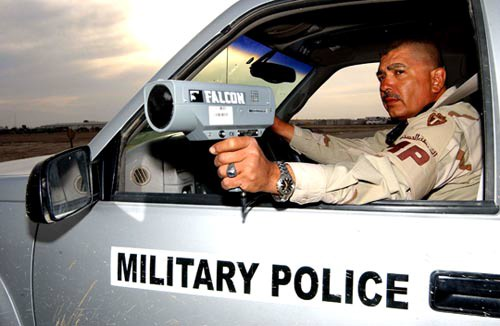
스피드건

### 스피드건
차량 또는 야구공의 속도를 측정하는 스피드건으로 활용된다. 도플러 효과를 이용한 레이다로 송신된 전파와 수신된 전파의 편차를 측정하므로 주파수 안정도는 중요하지 않다. 혼 안테나의 내부에 발진용 건 다이오드와 송수신 편차를 검출하는 믹서가 구성된 형태로 만들어진다.

## LSA 다이오드
LSA 다이오드(Limited space-charge accumulation diode)는 건 다이오드의 일종으로 발진 주파수가 결정체의 두께에 의해 결정되지 않고 조합된 도파관, YIG 구체, 공동공진기(cavity resonator) 등 외부 회로에 의해 결정된다. 건 다이오드에 비해 높은 주파수, 높은 출력을 구현 가능하다.